# Starenfelt
Starenfelt var en, numera utdöd, svensk adelsätt.
Ätten stammade från en Albrecht Hansson Stare, vilken under 1600-talets senare hälft var Slottsfogde på Uppsala slott. Hans hustru Anna Pourell var dotter till den från Frankrike härstammande hovspråkmästaren Bertram Pourell. Deras son, Claës Stare (1676–1757) deltog som officer i Karl XII:s krig, och blev bland annat sårad och tillfångatagen i slaget vid Poltava. År 1716 kunde han dock återvända hem och adlades två år senare den 3 juli 1718 under namnet Starenfelt. Han introducerades på Riddarhuset följande år med ättenummer 1558 och slutade sina dagar som major vid Skaraborgs regemente.
Claës Starenfelts ende son, kaptenen i fransk tjänst Carl Fredric Starenfelt (1727–1772), avled ogift och barnlös och slöt därvid ätten 1772.